# Carl Edward Bailey

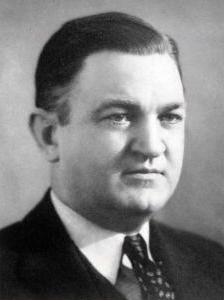
Carl Edward Bailey (1938)

Carl Edward Bailey (* 8. Oktober 1894 in Bernie, Stoddard County, Missouri; † 23. Oktober 1948 in Little Rock, Arkansas) war ein US-amerikanischer Politiker (Demokratische Partei) und zwischen 1937 und 1941 Gouverneur des Bundesstaates Arkansas.

## Frühe Jahre und politischer Aufstieg
Carl Bailey besuchte die örtlichen Schulen seiner Heimat. Dann besuchte er bis 1915 das Chilicothe Business College, das er aus finanziellen Gründen vorzeitig abbrechen musste. Um sich ein Jurastudium finanzieren zu können, arbeitete Bailey in den verschiedensten Berufen. Nachdem er auf diese Weise sein Jurastudium finanziert hatte, wurde er 1923 als Anwalt zugelassen. Zwei Jahre später eröffnete er eine eigene Anwaltskanzlei.
Zwischen 1927 und 1931 war Bailey stellvertretender Staatsanwalt im sechsten Gerichtsbezirk von Arkansas, wohin er bereits 1917 gezogen war. Ab 1931 war er selbst Staatsanwalt. In dieser Zeit widerstand er einem Bestechungsversuch des verhafteten Gangsterkönigs Lucky Luciano. Im Jahr 1935 wurde er Justizminister (Attorney General) von Arkansas. Am 3. November 1936 wurde er zum neuen Gouverneur von Arkansas gewählt.

## Gouverneur von Arkansas
Carl Bailey trat sein Amt am 12. Januar 1937 an. Nach einer Wiederwahl im Jahr 1938 konnte er bis zum 14. Januar 1941 amtieren. Bailey war ein Anhänger von Präsident Franklin D. Roosevelt und dessen New-Deal-Politik, von der auch Arkansas profitierte. In Baileys Amtszeit konnten allmählich die Folgen der Weltwirtschaftskrise überwunden werden. Außerdem wurden freie staatliche Büchereien in Arkansas eingeführt. Es entstand eine landwirtschaftliche Versuchsstation und alle staatlichen Brücken in Arkansas durften kostenlos und ohne Mautgebühren befahren werden. Darüber hinaus wurde ein neues Rentensystem entworfen. Auch der Ausbau der Autobahnen stand auf dem Programm des Gouverneurs.

## Weiterer Lebenslauf
Bailey war noch im Jahr 1937 mit dem Versuch gescheitert, einen freigewordenen Sitz im US-Senat zu erringen. Nachdem er 1940 innerhalb seiner Partei gegen Homer Martin Adkins verloren hatte und nicht mehr wiedergewählt worden war, schied er im Januar 1941 aus dem Amt des Gouverneurs aus. Danach war er wieder als Anwalt tätig, wobei er unter anderem eine Eisenbahngewerkschaft vertrat. Außerdem lehrte er an der University of Arkansas Recht. Carl Bailey starb im Oktober 1948 an Herzversagen.